# Loch (geografia)

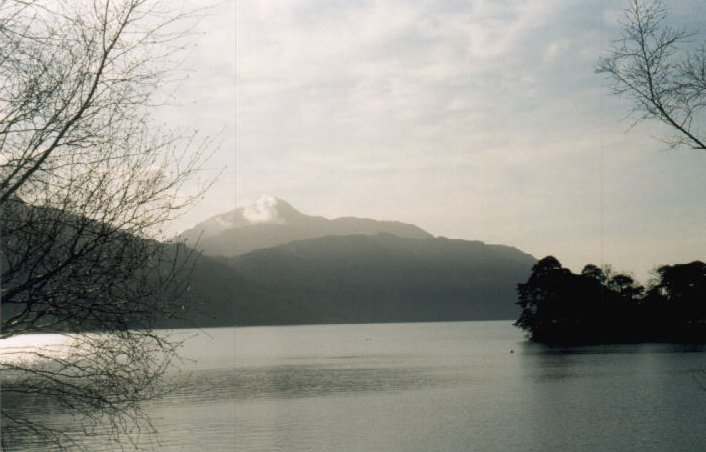
Widok na Loch Lomond, w oddali Ben Lomond.

Loch (zwane też Lough) z języka szkockiego gaelickiego oznacza przestrzeń wodną, która może być:
- jeziorem lub;
- formacją morską zwaną też sea lochs taką jak firth, fiord, estuarium lub zatoka.

## Pochodzenie
Taka nazwa ogólnej przestrzeni zalanej wodą pochodzi z grupy goidelskiej i odnosi się do większości jezior w Szkocji oraz do wielu formacji morskich na północy i zachodzie kraju.
Prawdopodobnie najbardziej znanym szkockim loch jest Loch Ness (które zasłynęło z występowania tam potwora z Loch Ness, znanego także jako Nessie), jakkolwiek jest wiele innych dobrych przykładów jak Loch Lomond czy Loch Tay.
Przykładami szkockich sea lochs są: Loch Long, Loch Fyne, Loch Linnhe, Loch Eriboll, Loch Tristan, Trisloch.

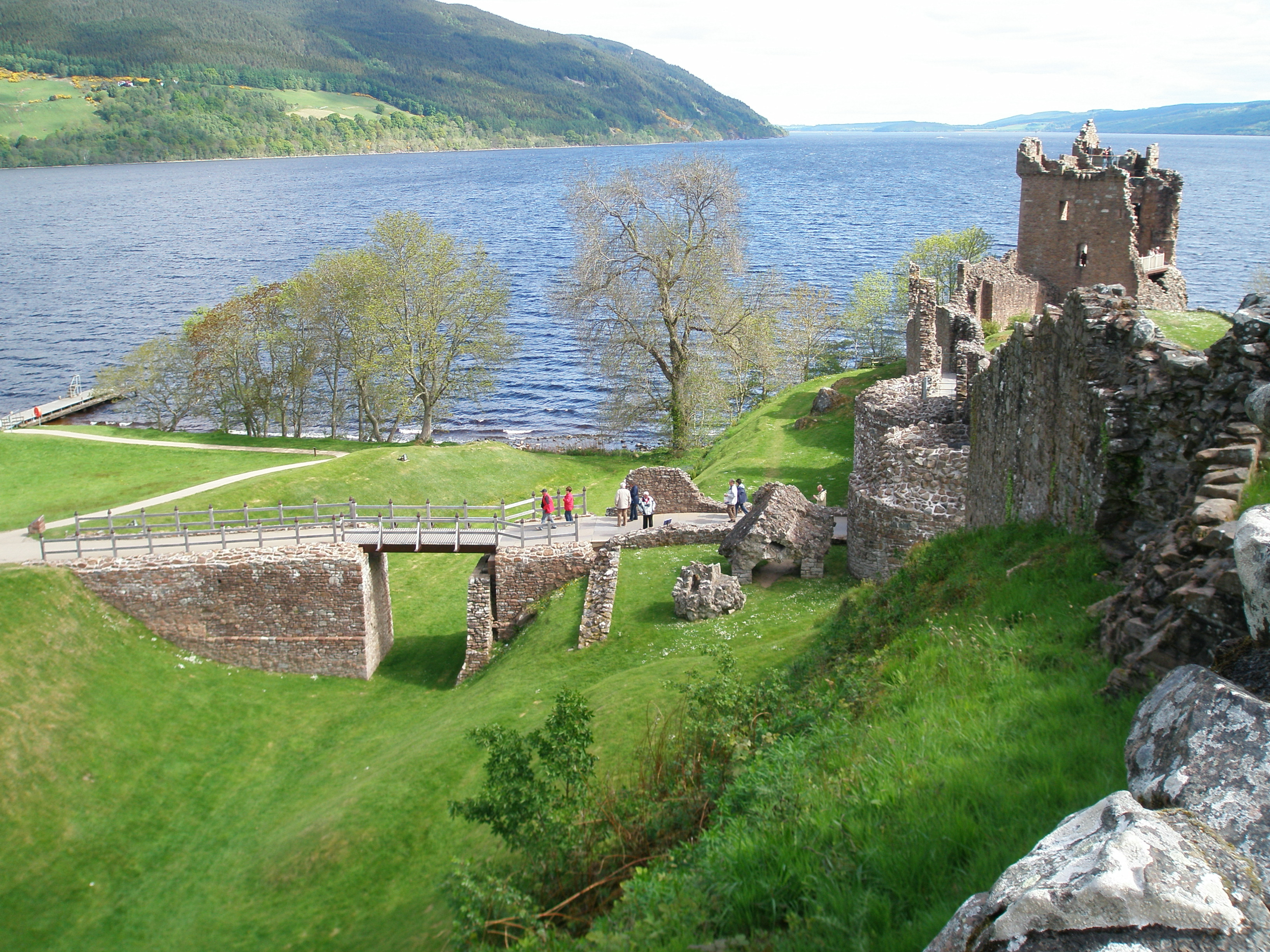
Widok na Loch Ness z zamku Urquhart.